# Iris Zscherpe
Iris Zscherpe (Berlín, Alemania, 7 de enero de 1967) es una nadadora alemana retirada especializada en pruebas de estilo libre, donde consiguió ser medallista de bronce olímpica en 1984 en los 4 x 100 metros estilo libre.

## Carrera deportiva
En los Juegos Olímpicos de Los Ángeles 1984 ganó la medalla de bronce en los relevos de 4 x 100 metros estilo libre, con un tiempo de 3:45.56 segundos, tras Estados Unidos (oro) y Países Bajos (plata), siendo sus compañeras de equipo las nadadoras: Susanne Schuster, Christiane Pielke y Karin Seick.